# Trésors nationaux de Corée du Sud
Les trésors nationaux de Corée du Sud sont un ensemble d'objets et de bâtiments qui ont été reconnus par le gouvernement sud-coréen pour leur exceptionnelle valeur historique, artistique et culturelle.

## Historique
La première liste de trésors culturels coréens est élaborée en 1938 par le gouverneur général durant l'occupation japonaise. La liste actuelle date du 20 décembre 1962 avec la publication de l'acte de protection culturelle prononcé par le conseil suprême de la reconstruction nationale. Cette liste originelle couvrait 116 objets. Elle est peu à peu allongée et comporte 336 entrées distinctes en 2021.

## Liste
| #   | Nom | Localisation                                       | Ville/ District | Province  | Date | Photographie |
| --- | --- | -------------------------------------------------- | --------------- | --------- | ---- | ------------ |
| 1   | Namdaemun, grande porte du sud | Jung-gu                                            | Séoul           | Séoul     | 1962 |              |
| 2   | Pagode de Wongaksa | Parc Tapgol                                        | Séoul           | Séoul     | 1962 |              |
| 3   | Monument de Bukhansan commémorant l'inspection de ses nouvelles frontières par Jinheung, le roi de Silla                                      | Musée national de Corée                            | Séoul           | Séoul     | 1962 |              |
| 4   | Stupa | Temple Godalsa                                     | Yeoju           | Gyeonggi  | 1962 |              |
| 5   | Lanterne de pierre aux deux lions | Temple Beopjusa                                    | Boeun           | Chungbuk  | 1962 |              |
| 6   | Pagode en pierre de sept étages | Tappyeong-ri                                       | Chungju         | Chungbuk  | 1962 |              |
| 7   | Stèle | Tenple Bongseon Honggyeongsa                       | Cheonan         | Chungnam  | 1962 |              |
| 8   | Stèle accompagnant la pagode du prêtre bouddhiste                                                                                             | Temple Seongjusa                                   | Boryeong        | Chungnam  | 1962 |              |
| 9   | Pagode de pierre à cinq étages | Temple Jeongnimsa                                  | Buyeo           | Chungnam  | 1962 |              |
| 10  | Pagode de pierre à trois étages | Temple Silsangsa                                   | Namwon          | Jeonbuk   | 1962 |              |
| 11  | Pagode | Temple Mireuksa                                    | Iksan           | Jeonbuk   | 1962 |              |
| 12  | Lanterne de pierre | Hwaeomsa                                           | Gurye           | Jeonnam   | 1962 |              |
| 13  | Halle Geungnakjeon | Temple Muwisa                                      | Gangjin         | Jeonnam   | 1962 |              |
| 14  | Halle Yeongsanjeon | Temple Eunhaesa                                    | Yeongcheon      | Gyeongbuk | 1962 |              |
| 15  | Halle Geungnakjeon | Temple Bongjeongsa                                 | Andong          | Gyeongbuk | 1962 |              |
| 16  | Pagode en brique à sept étages | Sinse-dong                                         | Andong          | Gyeongbuk | 1962 |              |
| 17  | Lanterne de pierre | Temple Buseoksa                                    | Yeongju         | Gyeongbuk | 1962 |              |
| 18  | Halle Muryangsujeon | Temple Buseoksa                                    | Yeongju         | Gyeongbuk | 1962 |              |
| 19  | Halle Josadang | Temple Buseoksa                                    | Yeongju         | Gyeongbuk | 1962 |              |
| 20  | Dabotap | Temple Bulguksa                                    | Gyeongju        | Gyeongbuk | 1962 |              |
| 21  | Seokgatap | Temple Bulguksa                                    | Gyeongju        | Gyeongbuk | 1962 |              |
| 22  | Yeonhwagyo et pont Chilbogyo | Temple Bulguksa                                    | Gyeongju        | Gyeongbuk | 1962 |              |
| 23  | Cheongungyo et pont Baegungyo, escalier à double coupe et pont qui mène à l'entrée                                                            | Temple Bulguksa                                    | Gyeongju        | Gyeongbuk | 1962 |              |
| 24  | Grotte de Seokguram et statue de Bouddha | Temple Bulguksa                                    | Gyeongju        | Gyeongbuk | 1962 |              |
| 25  | Monument du roi Muyeol de Silla | Seoak-dong                                         | Gyeongju        | Gyeongbuk | 1962 |              |
| 26  | Vairocana en bronze doré | Temple Bulguksa                                    | Gyeongju        | Gyeongbuk | 1962 |              |
| 27  | Amitābha en bronze doré | Temple Bulguksa                                    | Gyeongju        | Gyeongbuk | 1962 |              |
| 28  | Statue du maître guérisseur Bhaisajyaguru | Temple Baengnyulsa                                 | Gyeongju        | Gyeongbuk | 1962 |              |
| 29  | Cloche du roi Seongdeok | Musée national de Gyeongju                         | Gyeongju        | Gyeongbuk | 1962 |              |
| 30  | Pagode en pierre | Temple Bunhwangsa                                  | Gyeongju        | Gyeongbuk | 1962 |              |
| 31  | Observatoire astronomique Cheomseongdae | Inwang-dong                                        | Gyeongju        | Gyeongbuk | 1962 |              |
| 32  | Tripitaka Koreana | Temple Haeinsa                                     | Hapcheon        | Gyeongnam | 1962 |              |
| 33  | Monument de Changnyeong commémorant l'inspection des frontières par le roi Jinheung de Silla                                                  | Gyosang-ri                                         | Changnyeong     | Gyeongnam | 1962 |              |
| 34  | Pagode de l'est | Suljeong-ri                                        | Changnyeong     | Gyeongnam | 1962 |              |
| 35  | Pagode de pierre soutenue par quatre lions | Hwaeomsa                                           | Gurye           | Jeonnam   | 1962 |              |
| 36  | Cloche de Sangwonsa | Temple Sangwonsa                                   | Pyeongchang     | Gangwon   | 1962 |              |
| 37  | Pagode de pierre à trois étages | Guhwang-dong                                       | Gyeongju        | Gyeongbuk | 1962 |              |
| 38  | Pagode de pierre à trois étages | Temple Goseonsa                                    | Gyeongju        | Gyeongbuk | 1962 |              |
| 39  | Pagode de pierre à cinq étages | Nawon-ri                                           | Gyeongju        | Gyeongbuk | 1962 |              |
| 40  | Pagode de pierre à treize étages | Temple Jeonghyesa                                  | Gyeongju        | Gyeongbuk | 1962 |              |
| 41  | Drapeau bouddhiste en fer | Temple Yongdusa                                    | Cheongju        | Chungbuk  | 1962 |              |
| 42  | Statue triptyque bouddhiste en bois | Temple Songgwangsa                                 | Suncheon        | Jeonnam   | 1962 |              |
| 43  | Édit du roi Gojong de Goryeo | Temple Songgwangsa                                 | Suncheon        | Jeonnam   | 1962 |              |
| 44  | Pagode de pierre à trois étages et la lanterne de pierre                                                                                      | Temple Borimsa                                     | Jangheung       | Jeonnam   | 1962 |              |
| 45  | Statue en argile de Bouddha | Temple Buseoksa                                    | Yeongju         | Gyeongbuk | 1962 |              |
| 46  | Peintures murales de la halle Josadang | Temple Buseoksa                                    | Yeongju         | Gyeongbuk | 1962 |              |
| 47  | Stèle du prêtre bouddhiste Jingamseonsa | Temple Ssanggyesa                                  | Hadong          | Gyeongnam | 1962 |              |
| 48  | Pagode octogonale à neuf étages | Temple Woljeongsa                                  | Pyeongchang     | Gangwon   | 1962 |              |
| 49  | Halle Daeungjeon | Temple Sudeoksa                                    | Yesan           | Chungnam  | 1962 |              |
| 50  | Porte Haetalmun | Temple Dogapsa                                     | Yeongam         | Jeonnam   | 1962 |              |
| 51  | Porte d'auberge officielle | Yonggang-dong                                      | Gangneung       | Gangwon   | 1962 |              |
| 52  | Halle Jangkyeongpanjeon abritant le Tripitaka Koreana                                                                                         | Temple Haeinsa                                     | Gayasan         | Gyeongnam | 1962 |              |
| 53  | Stupa de l'est | Temple Yeongoksa                                   | Gurye           | Jeonnam   | 1962 |              |
| 54  | Stupa du nord | Temple Yeongoksa                                   | Gurye           | Jeonnam   | 1962 |              |
| 55  | Halle Palsangjeon | Temple Beopjusa                                    | Boeun           | Chungbuk  | 1962 |              |
| 56  | Halle Guksajeon | Temple Songgwangsa                                 | Suncheon        | Jeonnam   | 1962 |              |
| 57  | Pagode en pierre du prêtre bouddhiste Cheolgamseonsa                                                                                          | Temple Ssangbongsa                                 | Hwasun          | Jeonnam   | 1962 |              |
| 58  | Statue en fer du Bouddha Bhaisajyaguru | Temple Janggoksa                                   | Cheongyang      | Chungnam  | 1962 |              |
| 59  | Stèle accompagnant la stupa du précepteur national Jigwangguksa                                                                               | Temple Beopcheonsa                                 | Wonju           | Gangwon   | 1962 |              |
| 60  | Brûleur d'encens en céladon avec couvercle en forme de lion                                                                                   | Musée national de Corée                            | Séoul           | Séoul     | 1962 |              |
| 61  | Pot à vin en céladon sous la forme d'un dragon                                                                                                | Musée national de Corée                            | Séoul           | Séoul     | 1962 |              |
| 62  | Halle Mireukjeon | Temple Geumsansa                                   | Gimje           | Jeonbuk   | 1962 |              |
| 63  | Statue en fer du Bouddha Vairocana | Temple Dopiansa                                    | Cheorwon        | Gangwon   | 1962 |              |
| 64  | Bassin en pierre en forme de lotus | Temple Beopjusa                                    | Boeun           | Chungbuk  | 1962 |              |
| 65  | Brûleur d'encens en céladon avec un couvercle en forme de licorne                                                                             | Musée d'art Gansong                                | Séoul           | Séoul     | 1962 |              |
| 66  | Kundika (pot à eau) en céladon incrusté de saules, de bambou, de lotus, de roseaux et de canards mandarins                                    | Musée d'art Gansong                                | Séoul           | Séoul     | 1962 |              |
| 67  | Halle Gakhwangjeon | Hwaeomsa                                           | Gurye           | Jeonnam   | 1962 |              |
| 68  | Vase en céladon incrusté de motifs de grues et de nuages                                                                                      | Musée d'art Gansong                                | Séoul           | Séoul     | 1962 |              |
| 69  | Certificat de mérite pour Sim Jibaek pour sa contribution à l'établissement du royaume de Joseon                                              | Université Dong-A                                  | Pusan           | Pusan     | 1962 |              |
| 70  | Hunmin Jeongeum, texte introduisant l'écriture hangeul                                                                                        | Musée d'art Gansong                                | Séoul           | Séoul     | 1962 |              |
| 71  | Dongguk Jeongun , dictionnaire de la prononciation correcte du coréen                                                                         | Musée d'art Gansong                                | Séoul           | Séoul     | 1962 |              |
| 72  | Triade de Bouddha en bronze doré avec inscription de l'année cyclique de Gyemi de 563                                                         | Musée d'art Gansong                                | Séoul           | Séoul     | 1962 |              |
| 73  | Triade de Bouddha en bronze doré dans un sanctuaire miniature                                                                                 | Musée d'art Gansong                                | Séoul           | Séoul     | 1962 |              |
| 74  | Verseuse en céladon en forme de canard | Musée d'art Gansong                                | Séoul           | Séoul     | 1962 |              |
| 75  | Brûleur d'encens en bronze avec décoration en argent incrusté                                                                                 | Temple Pyochungsa                                  | Miryang         | Gyeongnam | 1962 |              |
| 76  | Nanjung Ilgi, journal de guerre de l'amiral Yi Sun-sin                                                                                        | Yeomchi-eup                                        | Asan            | Chungnam  | 1962 |              |
| 77  | Une pagode de pierre à cinq étages | Tamni                                              | Uiseong         | Gyeongbuk | 1962 |              |
| 78  | Statue en bronze doré de Maitreya méditant, une statue en bronze doré de Bouddha Maitreya en méditation                                       | Musée national de Corée                            | Séoul           | Séoul     | 1962 |              |
| 79  | Statue de Bouddha assis en bronze doré | Musée national de Corée                            | Séoul           | Séoul     | 1962 |              |
| 80  | Statue de Bouddha debout en bronze doré | Musée national de Corée                            | Séoul           | Séoul     | 1962 |              |
| 81  | Statue en pierre de Bouddha Maitreya du temple Gamsansa                                                                                       | Musée national de Corée                            | Séoul           | Séoul     | 1962 |              |
| 82  | Statue en pierre de Bouddha Amitābha du temple Gamsansa                                                                                       | Musée national de Corée                            | Séoul           | Séoul     | 1962 |              |
| 83  | Bangasayusang, maitreya en bronze doré en méditation                                                                                          | Musée national de Corée                            | Séoul           | Séoul     | 1962 |              |
| 84  | Triade de Bouddha en pierre | Unsan-myeon                                        | Seosan          | Chungnam  | 1962 |              |
| 85  | Triade de Bouddha en bronze doré avec l'inscription de l'année cyclique de Sinmyo (571)                                                       | Musée Leeum                                        | Séoul           | Séoul     | 1962 |              |
| 86  | Pagode Gyeongcheonsa du temple du même nom, une pagode en pierre de 10 étages                                                                 | Musée national de Corée                            | Séoul           | Séoul     | 1962 |              |
| 87  | Couronne de Silla en or de la tombe Geumgwanchong                                                                                             | Musée national de Gyeongju                         | Gyeongju        | Gyeongbuk | 1962 |              |
| 88  | Ceinture et pendentifs en or de la tombe Geumgwanchong                                                                                        | Musée national de Gyeongju                         | Gyeongju        | Gyeongbuk | 1962 |              |
| 89  | Boucle en or | Musée national de Corée                            | Séoul           | Séoul     | 1962 |              |
| 90  | Paire de boucles d'oreilles en or trouvées dans la tombe Pubuchong                                                                            | Musée national de Corée                            | Séoul           | Séoul     | 1962 |              |
| 91  | Récipient en grès en forme de guerrier à cheval trouvé dans la tombe Geumnyeongchong                                                          | Musée national de Corée                            | Séoul           | Séoul     | 1962 |              |
| 92  | Kundika en céladon décorée par des dessins en argent d'oiseaux aquatiques et de saules                                                        | Musée national de Corée                            | Séoul           | Séoul     | 1962 |              |
| 93  | Vase en porcelaine blanche décoré avec des raisins                                                                                            | Musée national de Corée                            | Séoul           | Séoul     | 1962 |              |
| 94  | Bouteille en céladon en forme de melon | Musée national de Corée                            | Séoul           | Séoul     | 1962 |              |
| 95  | Brûleur d'encens en céladon ajouré | Musée national de Corée                            | Séoul           | Séoul     | 1962 |              |
| 96  | Cruche en céladon en forme de tortue | Musée national de Corée                            | Séoul           | Séoul     | 1962 |              |
| 97  | Vase en céladon incisé de lotus et de dessins en arabesque                                                                                    | Musée national de Corée                            | Séoul           | Séoul     | 1962 |              |
| 98  | Bocal en céladon avec des motifs incrustés de pivoine                                                                                         | Musée national de Corée                            | Séoul           | Séoul     | 1962 |              |
| 99  | Pagode en pierre à trois étages du temple Galhang                                                                                             | Musée national de Corée                            | Séoul           | Séoul     | 1962 |              |
| 100 | Pagode en pierre à sept étages du monastère Namgyewon                                                                                         | Musée national de Corée                            | Séoul           | Séoul     | 1962 |              |
| 101 | Stupa en mémoire du révérend Jigwang du temple Beopcheonsa                                                                                    | Musée national de Corée                            | Séoul           | Séoul     | 1962 |              |
| 102 | Stupa en mémoire du révérend Hongbeop du temple Jeongtosa                                                                                     | Musée national de Corée                            | Séoul           | Séoul     | 1962 |              |
| 103 | Lanterne de pierre aux deux lions | Forteresse Jungheungsanseong                       | Gwangju         | Jeonnam   | 1962 |              |
| 104 | Stupa du prêtre Yeomgeo du Temple Heungbeopsa                                                                                                 | Musée national de Corée                            | Séoul           | Séoul     | 1962 |              |
| 105 | Pagode en pierre à trois étages de Beomhak-ri                                                                                                 | Musée national de Corée                            | Séoul           | Séoul     | 1962 |              |
| 106 | Triade de Bouddha Amitabha en pierre avec des accompagnateurs et 28 autres images bouddhistes et une inscription de l'année du cycle de Gyeyu | Musée national de Cheongju                         | Cheongju        | Chungbuk  | 1962 |              |
| 107 | Pot en porcelaine blanche décoré avec des raisins                                                                                             | Université Ewha                                    | Séoul           | Séoul     | 1962 |              |
| 108 | Stèle « un millier de Bouddha » | Musée national de Gongju                           | Gongju          | Chungnam  | 1962 |              |
| 109 | Triade de Bouddha et grotte | Bugye-myeon                                        | Gunwi           | Gyeongbuk | 1962 |              |
| 110 | Portrait de Yi Jehyeon | Musée national de Corée                            | Séoul           | Séoul     | 1962 |              |
| 111 | Portrait d'Ahn Hyang | Sunheung-myeon                                     | Yeongju         | Gyeongbuk | 1962 |              |
| 112 | Pagode en pierre à trois étages | Temple Gameunsa                                    | Gyeongju        | Gyeongbuk | 1962 |              |
| 113 | Bouteille en céladon décorée de saules | Musée national de Corée                            | Séoul           | Séoul     | 1962 |              |
| 114 | Bouteille en céladon en forme de melon avec des motifs incrustés de pivoine et de chrysanthèmes                                               | Musée national de Corée                            | Séoul           | Séoul     | 1962 |              |
| 115 | Bol en céladon avec arabesques incrustées | Musée national de Corée                            | Séoul           | Séoul     | 1962 |              |
| 116 | Aiguière en céladon en forme de gourde avec pivoines incrustées                                                                               | Musée national de Corée                            | Séoul           | Séoul     | 1962 |              |
| 117 | Statue en fer du Bouddha vairocana assis | Temple Borimsa                                     | Jangheung       | Jeonnam   | 1964 |              |
| 118 | Maitreya en bronze doré | Musée Leeum                                        | Séoul           | Séoul     | 1964 |              |
| 119 | Statue en bronze doré du Bouddha avec inscription de la septième année de l'ère Yeonga                                                        | Musée national de Corée                            | Séoul           | Séoul     | 1964 |              |
| 120 | Cloche sacrée | Temple Yongjusa                                    | Hwaseong        | Gyeonggi  | 1964 |              |
| 121 | Masques hahoetal et byeongsantal | Musée national de Corée                            | Séoul           | Séoul     | 1964 |              |
| 122 | Pagode en pierre à trois étages | Temple Jinjeonsa                                   | Yangyang        | Gangwon   | 1964 |              |
| 123 | Reliques trouvées dans la pagode de Wanggung-ri                                                                                               | Musée national de Jeonju                           | Jeonju          | Jeonbuk   | 1966 |              |
| 124 | Statue en marbre d'un bodhisattva assis, provenant du temple Hansong                                                                          | Musée national de Corée                            | Séoul           | Séoul     | 1966 |              |
| 125 | Urne funéraire avec glaçure verte et caisse en pierre                                                                                         | Musée national de Corée                            | Séoul           | Séoul     | 1966 |              |
| 126 | Reliques trouvées dans la pagode Seokgatap, dont le Grand Dharanisutra de la Lumière Immaculée et Pure                                        | Temple Bulguksa                                    | Gyeongju        | Gyeongbuk | 1967 |              |
| 127 | Statue en bronze doré d'un bodhisattva avalokitesvara de Samyang-dong                                                                         | Musée national de Corée                            | Séoul           | Séoul     | 1968 |              |
| 128 | Statue en bronze doré d'un bodhisattva avalokitesvara debout                                                                                  | Musée d'art de Hoam                                | Yongin          | Gyeonggi  | 1968 |              |
| 129 | Statue en bronze doré d'un bodhisattva | Musée Leeum                                        | Séoul           | Séoul     | 1968 |              |
| 130 | Pagode à cinq étages en pierre | Jukjang-dong, Seonsan                              | Gumi            | Gyeongbuk | 1968 |              |
| 131 | Registre familial du roi Taejo, fondateur du royaume Joseon                                                                                   | Musée national de Corée                            | Séoul           | Séoul     | 1969 |              |
| 132 | Mémoires de guerre de Yu Seongryong | Dosan-myeon                                        | Andong          | Gyeongbuk | 1969 |              |
| 133 | Bouilloire en porcelaine de la forme d'une fleur de lotus                                                                                     | Musée Leeum                                        | Séoul           | Séoul     | 1969 |              |
| 134 | Triade bodhisattva dorée | Musée Leeum                                        | Séoul           | Séoul     | 1969 |              |
| 135 | Hyewon pungsokdo, album de trente pages de peintures de Sin Yunbok                                                                            | Musée d'art Gansong                                | Séoul           | Séoul     | 1970 |              |
| 136 | Pilier d'autel en forme de tête de dragon | Musée Leeum                                        | Séoul           | Séoul     | 1970 |              |
| 137 | Objets en bronze provenant de Bisan-dong, Daegu                                                                                               | Musée Leeum                                        | Séoul           | Séoul     | 1971 |              |
| 138 | Couronne dorée et accessoires | Musée Leeum                                        | Séoul           | Séoul     | 1971 |              |
| 139 | Peinture d'un rassemblement d'immortels par Danwon                                                                                            | Musée Leeum                                        | Séoul           | Séoul     | 1971 |              |
| 140 | Miroir en nacre | Musée Leeum                                        | Séoul           | Séoul     | 1971 |              |
| 141 | Miroir en bronze | Université Soongsil                                | Séoul           | Séoul     | 1971 |              |
| 142 | Dongguk Jeongun, ensemble complet des 6 volumes                                                                                               | Université Konkuk                                  | Séoul           | Séoul     | 1971 |              |
| 143 | Objets en bronze trouvés à Taegong-ri, Hwasun, Jeonnam-do                                                                                     | Musée national de Gwangju                          | Gwangju         | Jeonnam   | 1972 |              |
| 144 | Image du Bouddha assis gravée dans la pierre                                                                                                  | Mont Wolchulsan                                    | Yeongam         | Jeonnam   | 1972 |              |
| 145 | Brasier en bronze avec masque de démon décoratif                                                                                              | Yongsan-gu                                         | Séoul           | Séoul     | 1972 |              |
| 146 | Reliques excavées, Gangwon | Musée Leeum                                        | Séoul           | Séoul     | 1972 |              |
| 147 | Pétroglyphes à Cheonjeon-ri | Cheonjeon-ri                                       | Ulsan           | Ulsan     | 1973 |              |
| 148 | Sipchilsachangogeumtongyo, histoire de la Chine, volumes 16, 17                                                                               | Université nationale de Séoul                      | Séoul           | Séoul     | 1973 |              |
| 149 | Commentaires de classiques chinois par Lu Zuqian, volumes 4-6                                                                                 | Seongbuk-gu                                        | Séoul           | Séoul     | 1973 |              |
| 150 | Songjopyojeonchongnyu imprimé avec des caractères de métal Gyemi                                                                              | Université nationale de Séoul                      | Séoul           | Séoul     | 1973 |              |
| 151 | Annales de la dynastie Joseon | Université nationale de Séoul                      | Séoul           | Séoul     | 1973 |              |
| 152 | Bibyeonsadeungnokbuuijeongbudeungnok | Université nationale de Séoul                      | Séoul           | Séoul     | 1973 |              |
| 153 | Bibyeonsadeungnok | Université nationale de Séoul                      | Séoul           | Séoul     | 1973 |              |
| 154 | Couronne du roi, dynastie Baekje, provenant de la tombe du roi Muryeong                                                                       | Musée national de Gongju                           | Gongju          | Chungnam  | 1974 |              |
| 155 | Couronne de la reine, dynastie Baekje, provenant de la tombe du roi Muryeong                                                                  | Musée national de Corée                            | Séoul           | Séoul     | 1974 |              |
| 156 | Paire de boucles d'oreilles du roi, en or et jade, dynastie Baekje, provenant de la tombe du roi Muryeong                                     | Musée national de Gongju                           | Gongju          | Chungnam  | 1974 |              |
| 157 | Paire de boucles d'oreilles de la reine, en or, dynastie Baekje, provenant de la tombe du roi Muryeong                                        | Musée national de Gongju                           | Gongju          | Chungnam  | 1974 |              |
| 158 | Deux colliers en or pour la reine | Musée national de Gongju                           | Gongju          | Chungnam  | 1974 |              |
| 159 | Épingle à cheveux royale en or, dynastie Baekje, provenant de la tombe du roi Muryeong                                                        | Musée national de Gongju                           | Gongju          | Chungnam  | 1974 |              |
| 160 | Paire de bracelets d'argent | Musée national de Gongju                           | Gongju          | Chungnam  | 1974 |              |
| 161 | Miroir en bronze | Musée national de Gongju                           | Gongju          | Chungnam  | 1974 |              |
| 162 | Seoksu, sculpture en hornblende d'un esprit gardien avec bois en fer, provenant de l'entrée de la tombe du roi Muryeong                       | Musée national de Gongju                           | Gongju          | Chungnam  | 1974 |              |
| 163 | Deux plaques d'épitaphe de granite, provenant de la tombe du roi Munyeong                                                                     | Musée national de Gongju                           | Gongju          | Chungnam  | 1974 |              |
| 164 | Appui-tête | Musée national de Gongju                           | Gongju          | Chungnam  | 1974 |              |
| 165 | Repose-pied du roi Muryeong | Musée national de Gongju                           | Gongju          | Chungnam  | 1974 |              |
| 166 | Jarre en porcelaine blanche avec motifs de prunier et de chrysanthème                                                                         | Musée national de Corée                            | Séoul           | Séoul     | 1974 |              |
| 167 | Pot à vin de céladon ayant la forme d'une personne humaine                                                                                    | Musée national de Corée                            | Séoul           | Séoul     | 1974 |              |
| 168 | Bouteille en porcelaine blanche avec motifs de prunier et de chrysanthème                                                                     | Musée national de Corée                            | Séoul           | Séoul     | 1974 |              |
| 169 | Bouteille de porcelaine avec des motifs de bambou, de la période Koryo                                                                        | Musée Leeum                                        | Séoul           | Séoul     | 1974 |              |
| 170 | Jarre de porcelaine bleue et blanche avec motifs de prunier, oiseau et bambou                                                                 | Musée national de Corée                            | Séoul           | Séoul     | 1974 |              |
| 171 | Bol à pédale en bronze | Musée d'art de Hoam                                | Yongin          | Gyeonggi  | 1974 |              |
| 172 | Objets trouvés lors des fouilles de la tombe de la famille Jinyang Jeong                                                                      | Musée d'art de Hoam                                | Yongin          | Gyeonggi  | 1974 |              |
| 173 | Arhan assis en céladon | Gangnam-gu                                         | Séoul           | Séoul     | 1974 |              |
| 174 | Paire de chandeliers en bronze doré de la période Silla                                                                                       | Musée Leeum                                        | Séoul           | Séoul     | 1974 |              |
| 175 | Bol en porcelaine blanche avec arabesques de lotus                                                                                            | Musée national de Corée                            | Séoul           | Séoul     | 1974 |              |
| 176 | Jarre de porcelaine bleue et blanche avec motifs de pin et bambou et inscription de Hongchi                                                   | Université Dongguk                                 | Séoul           | Séoul     | 1974 |              |
| 177 | Jarre Buncheong | Université de Corée                                | Séoul           | Séoul     | 1974 |              |
| 178 | Bouteille aplatie Buncheong avec décor de poisson                                                                                             | Seodaemun-gu                                       | Séoul           | Séoul     | 1974 |              |
| 179 | Bouteille aplatie Buncheong avec décor de poisson et lotus                                                                                    | Musée Horim                                        | Séoul           | Séoul     | 1974 |              |
| 180 | Paysage en hiver, peinture de Kim Jeong-hui                                                                                                   | Jongno-gu                                          | Séoul           | Séoul     | 1974 |              |
| 181 | Certificat de réussite de l'examen d'État pour Jang Ryangsu                                                                                   | Eupnae-ri                                          | Uljin           | Gyeongbuk | 1975 |              |
| 182 | Statue en bronze doré du Bouddha | Musée national de Daegu                            | Daegu           | Daegu     | 1976 |              |
| 183 | Statue en bronze doré d'un bodhisattva | Musée national de Daegu                            | Daegu           | Daegu     | 1976 |              |
| 184 | Statue en bronze doré d'un bodhisattva | Université nationale de Daegu                      | Daegu           | Daegu     | 1976 |              |
| 185 | Saddharmapundarika Sūtra | Musée national de Corée                            | Séoul           | Séoul     | 1976 |              |
| 186 | Statue en bronze doré d'un bodhisattva de Yangpyeong                                                                                          | Musée national de Corée                            | Séoul           | Séoul     | 1976 |              |
| 187 | Pagode à cinq étages en imitation brique | Bonggam                                            | Yeongyang       | Gyeongbuk | 1977 |              |
| 188 | Couronne d'or et de jade avec pendentifs, période Silla, provenant de la tombe du cheval céleste                                              | Musée national de Gyeongju                         | Gyeongju        | Gyeongbuk | 1978 |              |
| 189 | Coiffe dorée de la tombe du Cheval céleste, période SillaSilla, provenant de la tombe du cheval céleste                                       | Musée national de Gyeongju                         | Gyeongju        | Gyeongbuk | 1978 |              |
| 190 | Ceinture dorée avec pendentifs, provenant de la tombe du cheval céleste                                                                       | Musée national de Gyeongju                         | Gyeongju        | Gyeongbuk | 1978 |              |
| 191 | Couronne d'or et de jade avec pendentifs, période Silla, provenant de la tombe Hwangnamtaechong                                               | Musée national de Corée                            | Séoul           | Séoul     | 1978 |              |
| 192 | Ceinture d'or et de jade avec pendentifs, datant de la période Silla et trouvée dans la tombe Hwangnamtaechong                                | Musée national de Corée                            | Séoul           | Séoul     | 1978 |              |
| 193 | Aiguière de verre bleu-vert, période Silla, provenant de la tombe Hwangnamtaechong                                                            | Musée national de Corée                            | Séoul           | Séoul     | 1978 |              |
| 194 | Collier d'or, période Silla, provenant de la tombe Hwangnamtaechong                                                                           | Musée national de Corée                            | Séoul           | Séoul     | 1978 |              |
| 195 | Coupe avec figurines, tombe du roi Michu | Musée national de Gyeongju                         | Gyeongju        | Gyeongbuk | 1978 |              |
| 196 | Sūtra sur papier blanc de la période Silla | Musée Leeum                                        | Séoul           | Séoul     | 1979 |              |
| 197 | Stupa du prêtre bouddhiste Bogak | Temple Cheongnyongsa                               | Anseong         | Gyeonggi  | 1979 |              |
| 198 | Stèle du roi Jinheung, période Silla | Danseong-myeon                                     | Danyang         | Chungbuk  | 1979 |              |
| 199 | Personnages bouddhistes | Grotte du temple de Sinseon sur le mont Danseoksan | Gyeongju        | Gyeongbuk | 1979 |              |
| 200 | Statue en bronze doré d'un bodhisattva | Musée municipal de Busan                           | Pusan           | Pusan     | 1979 |              |
| 201 | Statue du Bouddha assis taillée dans la pierre                                                                                                | Bukji-ri                                           | Bonghwa         | Gyeongbuk | 1980 |              |
| 202 | Avatamsaka Sūtra | Jung-gu                                            | Séoul           | Séoul     | 1981 |              |
| 203 | Avatamsaka Sūtra | Jung-gu                                            | Séoul           | Séoul     | 1981 |              |
| 204 | Avatamsaka Sūtra | Jung-gu                                            | Séoul           | Séoul     | 1981 |              |
| 205 | Monument de Koguryo | Jungwon                                            | Chungju         | Chungbuk  | 1981 |              |
| 206 | Blocs d'impression bouddhistes Goryeo | Temple Haeinsa                                     | Hapcheon        | Gyeongnam | 1982 |              |
| 207 | Rabat de selle avec peinture du "cheval céleste", provenant de la tombe du cheval céleste                                                     | Musée national de Corée                            | Séoul           | Séoul     | 1982 |              |
| 208 | Boite hexagonale à sarira en bronze doré | Temple Jikjisa                                     | Gimcheon        | Gyeongbuk | 1982 |              |
| 209 | Pagode à cinq étages en pierre avec inscription "Bohyeop"                                                                                     | Université Dongguk                                 | Séoul           | Séoul     | 1982 |              |
| 210 | Sūtra de la période Goryeo à l'encre argentée (volume 30)                                                                                     | Musée Leeum                                        | Séoul           | Séoul     | 1984 |              |
| 211 | Saddharmapundarika Sūtra à l'encre sur papier blanc                                                                                           | Fondation culturelle Seongbo                       | Séoul           | Séoul     | 1984 |              |
| 212 | Suramagma Sūtra | Université Dongguk                                 | Séoul           | Séoul     | 1984 |              |
| 213 | Pagode miniature dorée | Musée Leeum                                        | Séoul           | Séoul     | 1984 |              |
| 214 | Brûleur à encens en bronze provenant du temple Heungwang, Kaesong                                                                             | Musée Leeum                                        | Séoul           | Séoul     | 1984 |              |
| 215 | Sūtra de la période Goryeo à l'encre argentée (volume 31)                                                                                     | Musée Leeum                                        | Séoul           | Séoul     | 1984 |              |
| 216 | Inwangjesaekdo, éclaircie après la pluie au mont Inwangsan, peinture de Jeong Seon                                                            | Musée Leeum                                        | Séoul           | Séoul     | 1984 |              |
| 217 | Geumgangjeondo, peinture des monts Geumgang par Jeong Seon                                                                                    | Musée Leeum                                        | Séoul           | Séoul     | 1984 |              |
| 218 | Peinture d'amitabha flanqué de deux bodhisattvas                                                                                              | Musée Leeum                                        | Séoul           | Séoul     | 1984 |              |
| 219 | Jarre de porcelaine du début de la dynastie Joseon                                                                                            | Musée Leeum                                        | Séoul           | Séoul     | 1984 |              |
| 220 | Bol de porcelaine | Musée Leeum                                        | Séoul           | Séoul     | 1984 |              |
| 221 | Statue en bois d'un manjusuri assis | Temple Sangwonsa                                   | Pyeongchang     | Gangwon   | 1984 |              |
| 222 | Jarre de porcelaine bleue et blanche avec motifs de prunier et bambou                                                                         | Musée Horim                                        | Séoul           | Séoul     | 1984 |              |
| 223 | Geunjeongjeon | Palais Gyeongbokgung                               | Séoul           | Séoul     | 1985 |              |
| 224 | Pavillon Gyeonghoeru | Palais Gyeongbokgung                               | Séoul           | Séoul     | 1985 |              |
| 225 | Hall Injeongjeon | Palais Gyeongbokgung                               | Séoul           | Séoul     | 1985 |              |
| 226 | Hall Myeongjeongjeon | Palais Gyeongbokgung                               | Séoul           | Séoul     | 1985 |              |
| 227 | Hall principal Jeongjeon | Sanctuaire de Jongmyo                              | Séoul           | Séoul     | 1985 |              |
| 228 | Cheonsang Yeolcha Bunyajido, planisphère en pierre gravée                                                                                     | Musée royal de Corée                               | Séoul           | Séoul     | 1985 |              |
| 229 | Horloge à eau du pavillon Borugak | Musée royal de Corée                               | Séoul           | Séoul     | 1985 |              |
| 230 | Instrument astronomique et horloge | Université de Corée                                | Séoul           | Séoul     | 1985 |              |
| 231 | Treize moules pour armes en bronze et instruments                                                                                             | Université Soongsil                                | Séoul           | Séoul     | 1986 |              |
| 232 | Certificat de sujet méritant pour Yi Hwa, pour son service éminent lors de l'établissement du royaume Joseon                                  | Jeongeup                                           | Jeongeup        | Jeonbuk   | 1986 |              |
| 233 | Jarre d'agalmatolite avec inscription de la deuxième année de l'ère Yeongtae                                                                  | Musée municipal de Busan                           | Pusan           | Pusan     | 1986 |              |
| 234 | Saddharmapundarika Sūtra en argent sur papier indigo                                                                                          | Musée Leeum                                        | Séoul           | Séoul     | 1986 |              |
| 235 | Avatamsaka Sūtra en or sur papier indigo | Musée Leeum                                        | Séoul           | Séoul     | 1986 |              |
| 236 | Pagode orientale à cinq étages, temple à Janghang-ri                                                                                          | Wolseong                                           | Gyeongju        | Gyeongbuk | 1987 |              |
| 237 | Gosan gugoksi hwabyeong, paravent avec calligraphie et peinture                                                                               | Jongno-gu                                          | Séoul           | Séoul     | 1987 |              |
| 238 | Album du prince Yi Yong | Jongno-gu                                          | Séoul           | Séoul     | 1987 |              |
| 239 | Portrait de Song Siyeol | Musée national de Corée                            | Séoul           | Séoul     | 1987 |              |
| 240 | Portrait de Yun Duseo | Haenam                                             | Haenam          | Jeonnam   | 1987 |              |
| 241 | Mahaprajnaparamita Sūtra | Musée d'art de Hoam                                | Yongin          | Gyeonggi  | 1988 |              |
| 242 | Monument de Silla à Bongpyeong | Bongpyeong-ri                                      | Uljin           | Gyeongbuk | 1988 |              |
| 243 | Commentaires sur le Yogacaryabhumi sūtra, volume 11                                                                                           | Musée Leeum                                        | Séoul           | Séoul     | 1988 |              |
| 244 | Yogacaryabhumi Sūtra volume 17 | Musée universitaire de Myongji                     | Yongin          | Gyeonggi  | 1988 |              |
| 245 | Index du Tripitaka, volume 20 | Musée national de Corée                            | Séoul           | Séoul     | 1988 |              |
| 246 | Sūtra Daebojeokgyeong | Musée national de Corée                            | Séoul           | Séoul     | 1988 |              |
| 247 | Statue en bronze doré d'un bodhisattva | Uidang                                             | Gongju          | Chungnam  | 1989 |              |
| 248 | Carte de Corée tracée pendant la période Joseon                                                                                               | Jungang-dong                                       | Gwacheon        | Gyeonggi  | 1989 |              |
| 249 | Peinture d'une vue panoramique pour les palais Changdeokgung et Changgyeonggung                                                               | Université de Corée                                | Séoul           | Séoul     | 1989 |              |
| 250 | Certificat de sujet méritant pour Yi Wongil, pour son service éminent lors de l'établissement du royaume Joseon                               | Jung-gu                                            | Séoul           | Séoul     | 1989 |              |
| 251 | Sūtra Daeseung abidharma | Jung-gu                                            | Séoul           | Séoul     | 1989 |              |
| 252 | Bouteille de porcelaine avec des motifs de lotus                                                                                              | Musée Leeum                                        | Séoul           | Séoul     | 1990 |              |
| 253 | Bol de céladon avec décor intérieur de pivoine et reliefs de lotus et arabesques                                                              | Musée national de Corée                            | Séoul           | Séoul     | 1990 |              |
| 254 | Bol de céladon avec décor de lotus et branches                                                                                                | Jung-gu                                            | Séoul           | Séoul     | 1990 |              |
| 255 | Cloches en bronze supposées provenir de Chungnam                                                                                              | Musée Leeum                                        | Séoul           | Séoul     | 1990 |              |
| 256 | Avatamsaka Sūtra partie 1 | Musée provincial de Gyeonggi                       | Yongin          | Gyeonggi  | 1990 |              |
| 257 | Avatamsaka Sūtra partie 29 | Temple Guinsa                                      | Danyang         | Chungbuk  | 1990 |              |
| 258 | Bouteille en porcelaine blanche avec motif de bambou                                                                                          | Musée Leeum                                        | Séoul           | Séoul     | 1991 |              |
| 259 | Jarre Buncheong avec décor de dragon | Musée national de Corée                            | Séoul           | Séoul     | 1991 |              |
| 260 | Vase jarabyeong Buncheong avec décor de pivoine                                                                                               | Musée national de Corée                            | Séoul           | Séoul     | 1991 |              |
| 261 | Deux jarres de porcelaine blanche | Musée Leeum                                        | Séoul           | Séoul     | 1991 |              |
| 262 | Grande jarre en porcelaine blanche | Fondation culturelle Uhak                          | Séoul           | Séoul     | 1991 |              |
| 263 | Jarre de porcelaine bleue et blanche avec décor de paysage, fleur et oiseau                                                                   | Fondation culturelle Uhak                          | Séoul           | Séoul     | 1991 |              |
| 264 | Stèle de Naengsu-ri | Yeongil                                            | Pohang          | Gyeongbuk | 1991 |              |
| 265 | Avatamsaka Sūtra partie 13 | Jongno-gu                                          | Séoul           | Séoul     | 1991 |              |
| 266 | Avatamsaka Sūtra parties 2 et 75 | Musée Horim                                        | Séoul           | Séoul     | 1991 |              |
| 267 | Abhidharma Sūtra partie 12 | Musée Horim                                        | Séoul           | Séoul     | 1991 |              |
| 268 | Sūtra Abidambipasa 11,17 | Musée Horim                                        | Séoul           | Séoul     | 1991 |              |
| 269 | Sūtra Maha, partie 6 | Musée Horim                                        | Séoul           | Séoul     | 1991 |              |
| 270 | Pot à vin de céladon ayant la forme d'un singe                                                                                                | Musée d'art Gansong                                | Séoul           | Séoul     | 1992 |              |
| 271 | Commentaires sur le Yogacaryabhumi sūtra, volume 12                                                                                           | Musée national de Corée                            | Séoul           | Séoul     | 1992 |              |
| 272 | Yogacaryabhumi Sūtra volume 32 | Musée national de Corée                            | Séoul           | Séoul     | 1992 |              |
| 273 | Yogacaryabhumi Sūtra volume 15 | Musée national de Corée                            | Séoul           | Séoul     | 1992 |              |
| 274 | (Actuellement vide ; précédemment occupé par un canon en bronze qui s'est révélé être un faux)                                                |                                                    |                 |           | 1992 |              |
| 275 | Poterie de la forme d'un homme à cheval | Musée national de Gyeongju                         | Gyeongju        | Gyeongbuk | 1993 |              |
| 276 | Yogacaryabhumi Sūtra volume 53 | Musée Gacheon                                      | Incheon         | Incheon   | 1993 |              |
| 277 | Avatamsaka Sūtra partie 36 | Fondation culturelle Hansol                        | Jeonju          | Jeonbuk   | 1993 |              |
| 278 | Certificat de sujet méritant pour Yi Hyeong, lors de la onzième année du règle du roi Taejong de Joseon                                       | Yeongdong                                          | Yeongdong       | Chungbuk  | 1993 |              |
| 279 | Avatamsaka Sūtra partie 74 | Guinsa                                             | Danyang         | Chungbuk  | 1993 |              |
| 280 | Cloche en bronze du temple Cheonheung sur le mont Seonggeosan                                                                                 | Musée national de Corée                            | Séoul           | Séoul     | 1993 |              |
| 281 | Pot à vin en porcelaine blanche | Musée Horim                                        | Séoul           | Séoul     | 1993 |              |
| 282 | Statue en bois du Bouddha amitabha assis et reliques                                                                                          | Temple Heukseoksa                                  | Yeongju         | Gyeongbuk | 1993 |              |
| 283 | Supplément au Dongguk Tonggam | Académie des études coréennes                      | Seongnam        | Gyeonggi  | 1993 |              |
| 284 | Mahaprajnaparamita Sūtra, parties 162, 170, 463                                                                                               | Gangnam-gu                                         | Séoul           | Séoul     | 1996 |              |
| 285 | Pétroglyphes de Bangudae | Daegok-ri                                          | Ulsan           | Ulsan     | 1996 |              |
| 286 | Bols en porcelaine blanche | Musée Leeum                                        | Séoul           | Séoul     | 1996 |              |
| 287 | Brûle-encens en bronze doré, Baekje, Neungsan-ri                                                                                              | Musée national de Buyeo                            | Buyeo           | Chungnam  | 1996 |              |
| 288 | Boite à reliques bouddhistes en pierre du roi Wideok                                                                                          | Musée national de Buyeo                            | Buyeo           | Chungnam  | 1996 |              |
| 289 | Pagode à cinq étages en pierre | Wanggung-ri                                        | Iksan           | Jeonbuk   | 1997 |              |
| 290 | Hall Daeungjeon et escalier | Temple Tongdosa                                    | Yangsan         | Gyeongnam | 1997 |              |
| 291 | Yonggamsugyeong | Université de Corée                                | Séoul           | Séoul     | 1997 |              |
| 292 | Épitre commémorant la rénovation du temple Sangwonsa                                                                                          | Temple Woljeongsa                                  | Pyeongchang     | Gangwon   | 1997 |              |
| 293 | Statue en bronze doré du Bodhisttva Avalokitesvara                                                                                            | Musée national de Buyeo                            | Buyeo           | Chungnam  | 1997 |              |
| 294 | Jarre de porcelaine bleue et blanche avec motifs de chrysanthème                                                                              | Seongbuk-gu                                        | Séoul           | Séoul     | 1997 |              |
| 295 | Couronne de bronze dorée, époque Baekje, provenant d'un tumulus de Naju                                                                       | Musée national de Corée                            | Séoul           | Séoul     | 1997 |              |
| 296 | Cinq peintures bouddhistes | Temple Chiljangsa                                  | Anseong         | Gyeonggi  | 1997 |              |
| 297 | Peinture bouddhiste | Temple Ansimsa                                     | Cheongwon       | Chungbuk  | 1997 |              |
| 298 | Peinture bouddhiste | Temple Gapsa                                       | Gongju          | Chungnam  | 1997 |              |
| 299 | Peinture bouddhiste | Temple Sinwonsa                                    | Gongju          | Chungnam  | 1997 |              |
| 300 | Peinture bouddhiste | Temple Janggoksa                                   | Cheongyang      | Chungnam  | 1997 |              |
| 301 | Peinture bouddhiste | Hwaeomsa                                           | Gurye           | Jeonnam   | 1997 |              |
| 302 | Peinture bouddhiste | Temple Cheonggoksa                                 | Jinju           | Gyeongnam | 1997 |              |
| 303 | Journal de Seungjeongwon | Université nationale de Séoul                      | Séoul           | Séoul     | 1999 |              |
| 304 | Halle Jinnamgwan | Yeosu                                              | Yeosu           | Jeonnam   | 2001 |              |
| 305 | Halle Sebyeonggwan | Tongyeong                                          | Tongyeong       | Gyeongnam | 2002 |              |
| 306 | Samguk Yusa, parties 3, 4, 5 | Jongno-gu                                          | Séoul           | Séoul     | 2003 |              |
| 307 | Statue d'une triade du Bouddha taillée dans la pierre                                                                                         | Taean                                              | Taean           | Chungnam  | 2004 |              |
| 308 | Bouddha Maitreya assis en pierre | Temple Daeheungsa                                  | Haenam          | Jeonnam   | 2005 |              |
| 309 | Grande jarre en porcelaine | Musée Leeum                                        | Séoul           | Séoul     | 2007 |              |
| 310 | Grande jarre en porcelaine | Musée Leeum                                        | Séoul           | Séoul     | 2007 |              |
| 311 | Hall Daeungjeon | Temple Bongjeongsa                                 | Andong          | Gyeongbuk | 2009 |              |
| 312 | Image du Bouddha assis gravée dans un pilier de pierre                                                                                        | Ermitage Chilburam sur le Mont Namsan              | Gyeongju        | Gyeongbuk | 2009 |              |
| 313 | Peinture murale du bouddha Amitābha, Geungnakjeon                                                                                             | Temple Muwisa                                      | Gangjin         | Jeonnam   | 2009 |              |
| 314 | Peinture Hwaeomtaeng dans le hall Hwaeomjeon                                                                                                  | Temple Songgwangsa                                 | Suncheon        | Jeonnam   | 2009 |              |
| 315 | Stèle accompagnant la stupa du prêtre bouddhiste Jijeungdaesa                                                                                 | Temple Bongamsa                                    | Mungyeong       | Gyeongbuk | 2010 |              |
| 316 | Hall Geungnakjeon | Hwaamsa                                            | Wanju           | Jeonbuk   | 2011 |              |
| 317 | Portrait du roi Taejo | Musée du portrait royal                            | Jeonju          | Jeonbuk   | 2012 |              |
| 318 | Stèle de Jungseong-ri (Silla) | Ma-dong                                            | Gyeongju        | Gyeongbuk | 2015 |              |
| 319 | Dongui Bogam, encyclopédie de médecine traditionnelle                                                                                         | Bibliothèque nationale de Corée                    | Seoul           | Seoul     | 2015 |              |
| 320 | Les chants du reflet de la lune sur mille rivières                                                                                            | Académie d'études coréennes                        | Bandung         | Gyeonggi  | 2017 |              |
| 321 | Autel en bois du bouddha Amitabha | Daeseungsa                                         | Mungyeong       | Gyeongbuk | 2017 |              |
| 322 | Samguk sagi | Musée des manuscrits de Seongam                    | Jung-gu         | Seoul     | 2018 |              |
| 323 | Statue du Maitreya Bodhisattva | Gwanchoksa                                         | Nonsan          | Chungnam  | 2018 |              |
| 324 | Certificat royal pour Yi Je | Musée national de Jinju                            | Jinju           | Gyeongnam | 2018 |              |
| 325 | Album de peintures Gisagyecheop | Musée national de Corée                            | Yongsan-gu      | Séoul     | 2019 |              |
| 326 | Pot en céladon de Goryeo | Université Ewha                                    | Seodaemun-gu    | Séoul     | 2019 |              |
| 327 | Sarira du temple Wangheungsa | Institut de recherche sur le patrimoine de Buyeo   | Buyeo           | Chungnam  | 2019 |              |
| 328 | Pavillons Daejongjeon et Yunjangdae | Yongmunsa                                          | Yecheon         | Gyeongbuk | 2019 |              |
| 329 | Pluviomètre de Gongju | Administration météorologique coréenne             | Dongjak-gu      | Séoul     | 2020 |              |
| 330 | Pluviomètre de Daegu | Administration météorologique coréenne             | Dongjak-gu      | Séoul     | 2020 |              |
| 331 | Pluviomètre de Yi Mun-won | Changdeokgung                                      | Jongno-gu       | Séoul     | 2020 |              |
| 332 | Pagode Sumano | Jeongamsa                                          | Jeongseon       | Gangwon   | 2020 |              |
| 333 | Statue du moine Huirang | Haeinsa                                            | Hapcheon        | Gyeongnam | 2020 |              |
| 334 | Album de peintures Gisagyecheop | Hong Wan-gu                                        | Asan            | Chungnam  | 2020 |              |
| 335 | Document d’une cérémonie de serment | Académie d'études coréennes                        | Bandung         | Gyeonggi  | 2021 |              |
| 336 | Statue de Bouddha Vairocana assis | Hwaeomsa                                           | Gurye           | Jeonnam   | 2021 |              |